# Jonas Smilgevičius
Jonas Smilgevičius (ur. 12 lutego 1870 w Rejonie płungiańskim, zm. 27 września 1942 w Kownie) – litewski ekonomista i polityk, sygnatariusz Aktu Niepodległości Litwy z 16 lutego 1918 roku. 

## Życiorys
W młodości uczęszczał do gimnazjów w Mitawie i Lipawie, później studiował ekonomię na Uniwersytecie w Królewcu i Berlinie. Tytuł magistra otrzymał w Berlinie w 1899 roku. Po powrocie do Rosji przez trzy lata pracował w Ministerstwie Rolnictwa w Petersburgu, później mieszkał w Warszawie i Wilnie, gdzie założył firmę "Vilija", produkującą narzędzia rolnicze. 
W 1917 roku organizował konferencję wileńską, po czym wybrano go do Taryby. 16 lutego 1918 roku sygnował Akt Niepodległości Litwy. 